# Екатепек-де-Морелос
Екатепек-де-Морелос (ісп. Ecatepec de Morelos) — місто та муніципалітет в штаті Мехіко, Мексика.
Зазвичай і місто, і муніципалітет відоміші просто як Екатепек. На ацтекській мові науатль назва міста Екатепек означає вітрянний пагорб. Морелос — прізвище героя війни за незалежність Хосе Марії Морелоса.
Населення — 1 658 806 осіб. У 2005 році населення міста (1 687 549) склало 99,90 % населення муніципалітету (1 688 258). Місто утворює найбільше населене передмістя агломерації Мехіко.

## Історія
1 жовтня 1877 року Сан Крістобаль Екатепек заснував село і до його назви був доданий де-Морелос.
1 грудня 1980 року Екатепек-де-Морелос був проголошений містом.
В квітні 1995 року були знайдені залишки мамонта в Colonia Ejidos de San Cristóbal; кістки датуються приблизно 10 500 роком до н. е.

## Фотографії

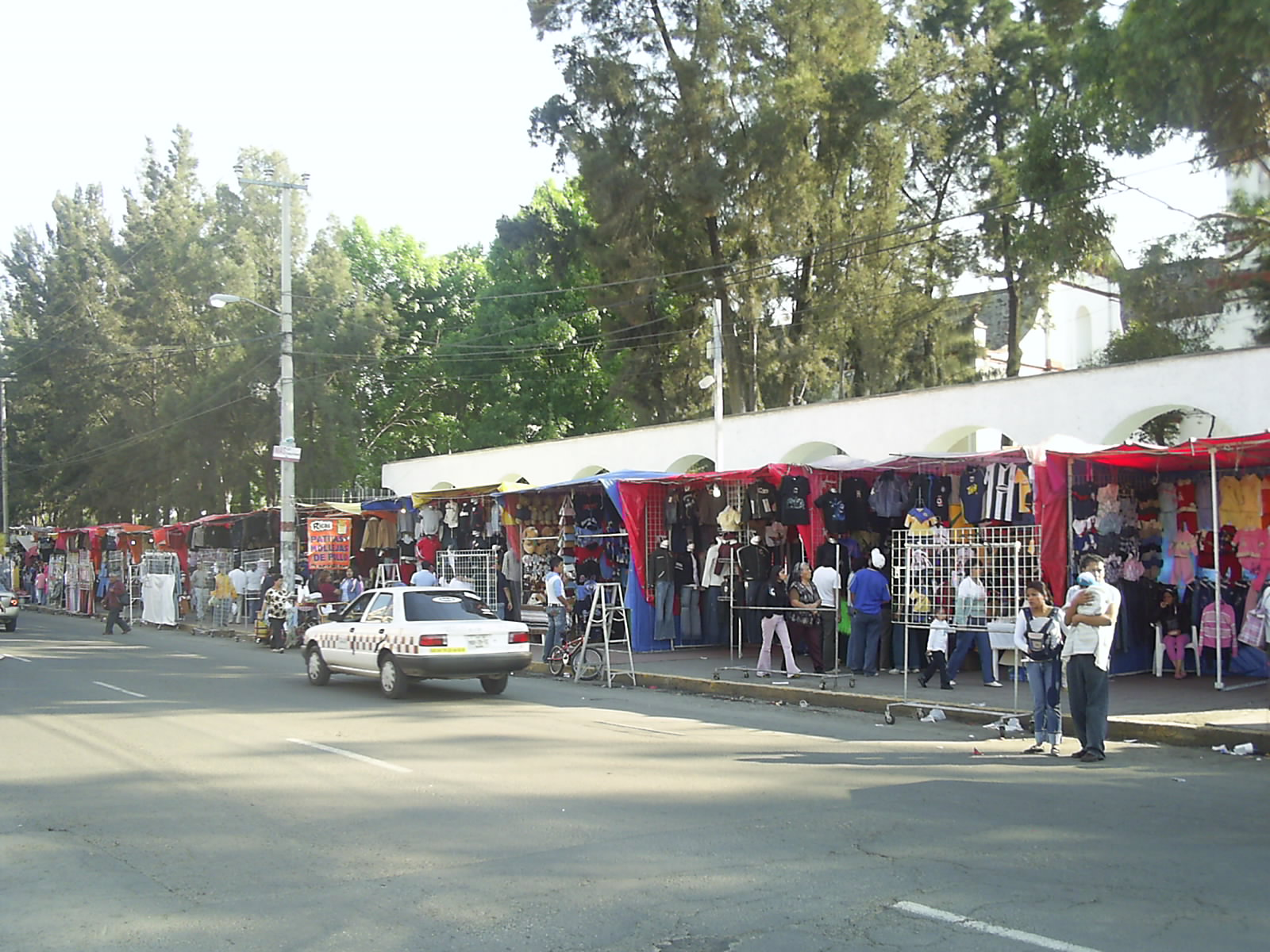
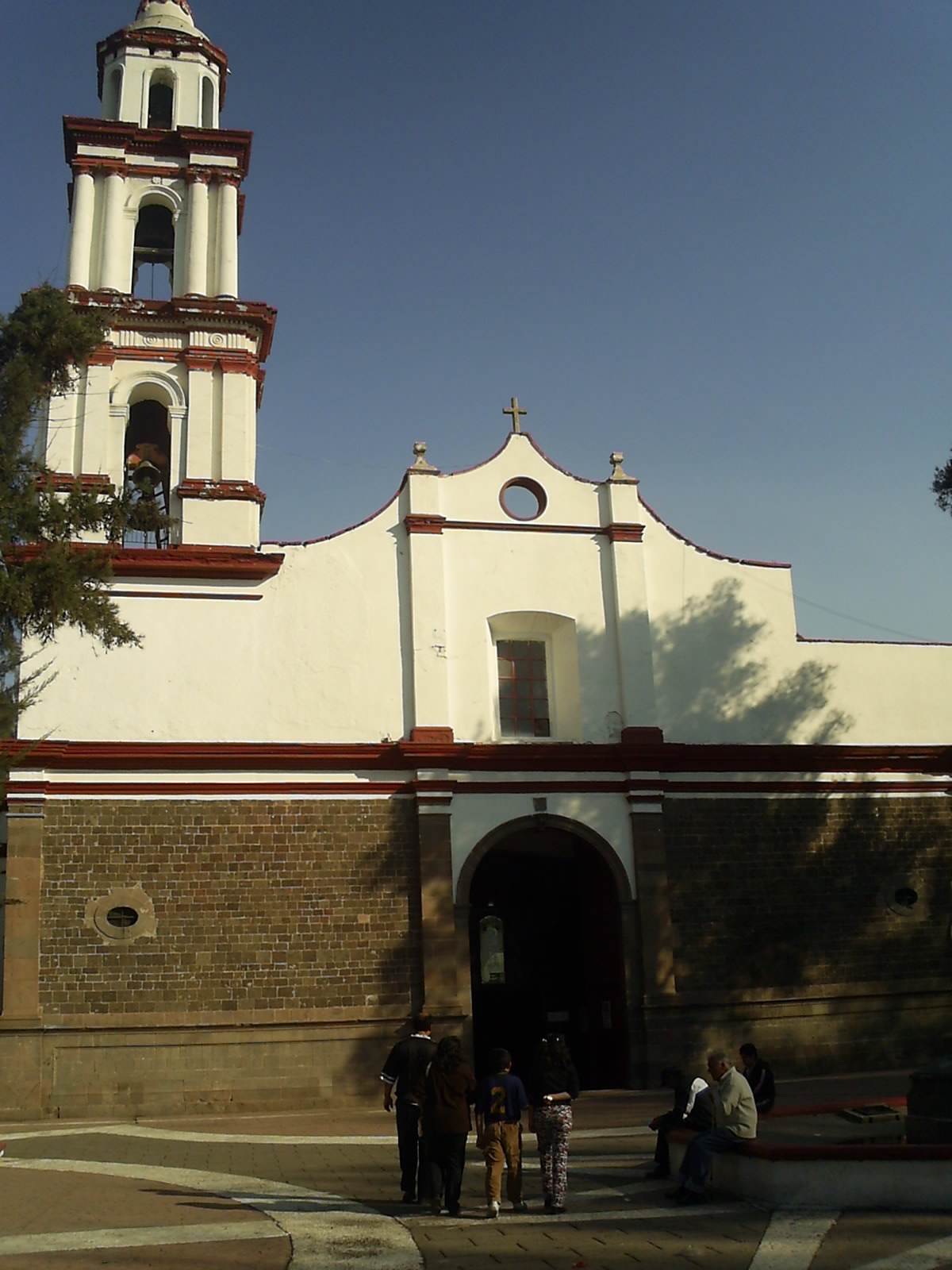
Церква
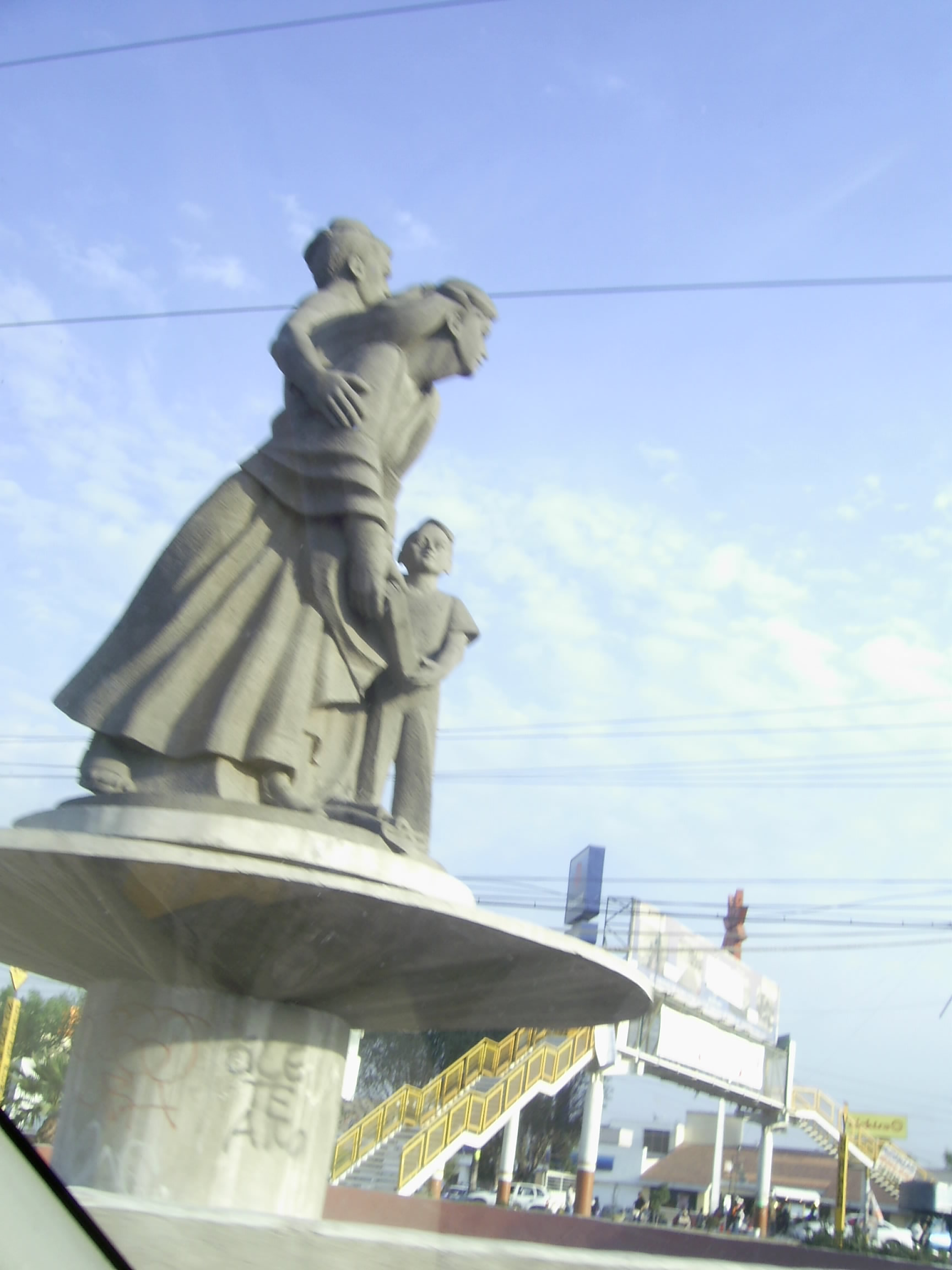
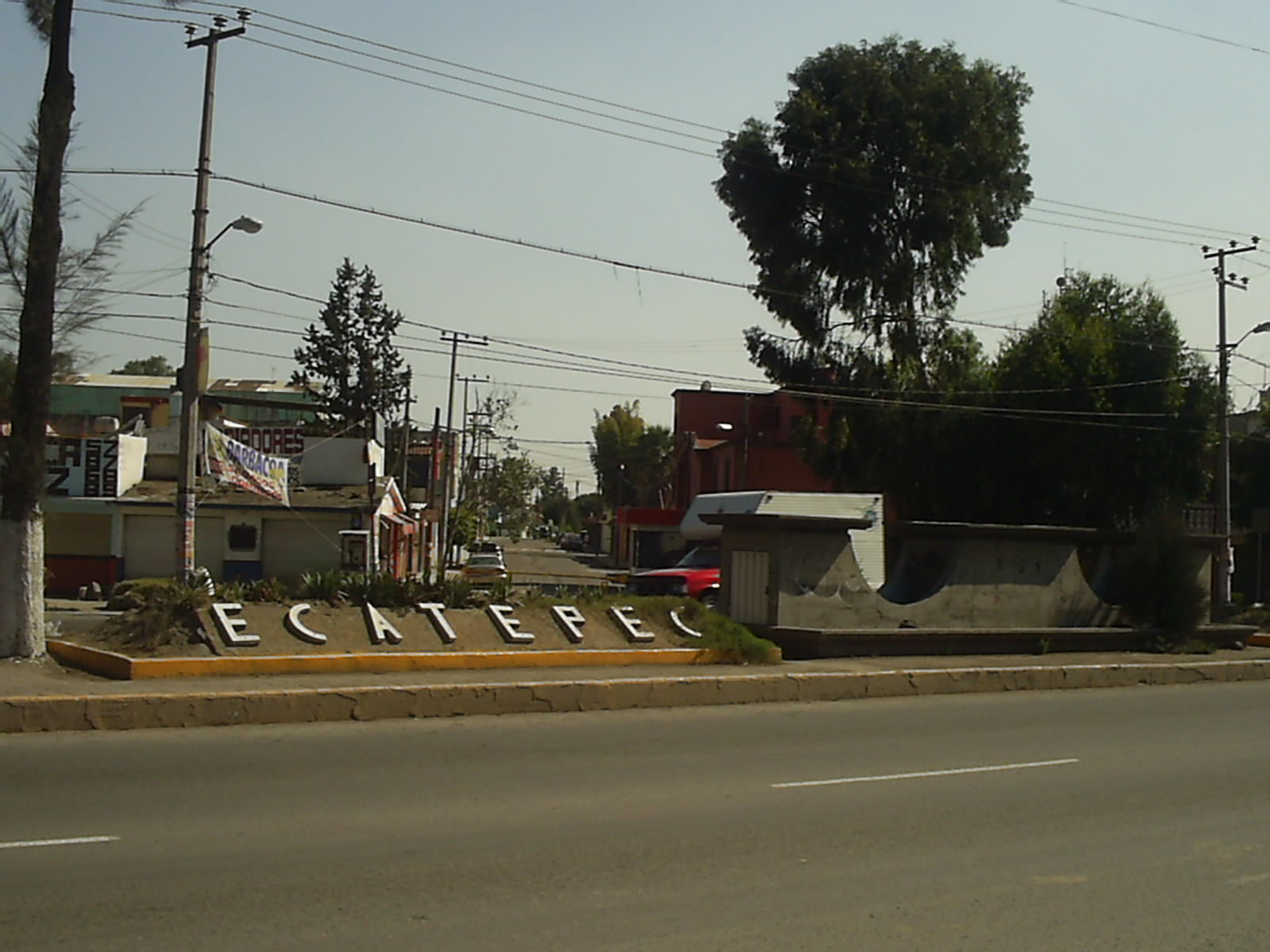
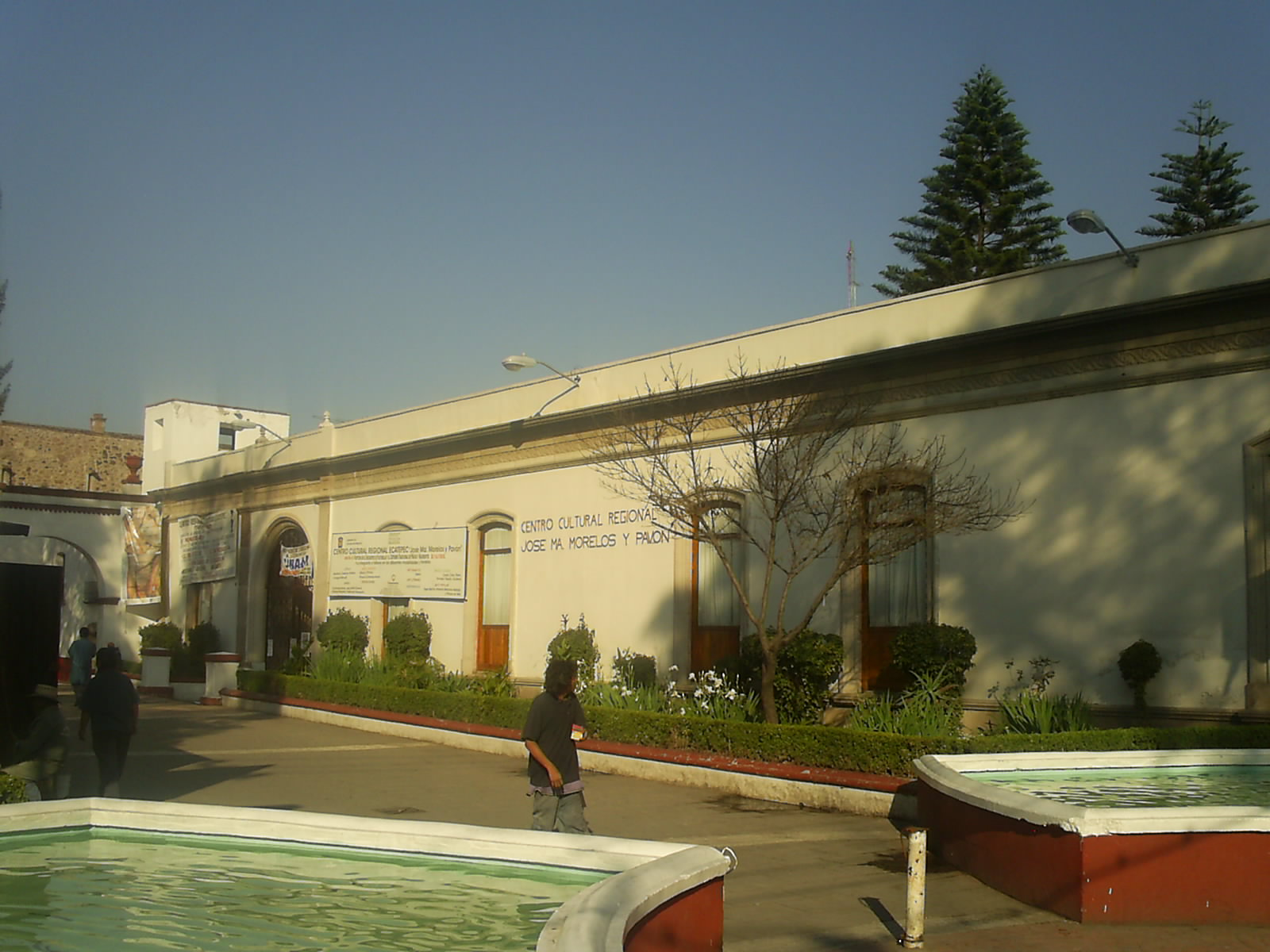